# گابریل فوره
گابریل اوربن فوره (به فرانسوی: Gabriel Urbain Fauré) آهنگساز فرانسوی در ۱۲ مه ۱۸۴۵ زاده شد و در ۴ نوامبر ۱۹۲۴ در گذشت.
فوره در مادلن پاریس ارگ می‌نواخت. بعدها به عنوان رهبر کنسرواتوار پاریس مشغول به کار شد. سبک او اساساً فرانسوی است. موسیقی او شامل رکوییم کرال مردمی، پوان برای ارکستر، موسیقی همراه برای شایلاک، موسیقی مجلسی، موسیقی پیانو و ترانه‌ها می‌باشد.

## زندگی
فوره در نه سالگی خانه پدری در پامیه را به قصد پاریس ترک کرد تا به مدت یازده سال به فراگیری موسیقی در مدرسه نیدرمیر نزد استادانی چون کامی سن سانس بپردازد. او بعدها به استادی این مدرسه رسید. در سال ۱۸۷۴ فوره به عنوان نوازنده ارگ جانشین سن سانس در کلیسای مادلن پاریس می‌شود. در سال ۱۸۷۷ در پی برهم خوردن نامزدیش به وایمار سفر می‌کند و آنجا با فرانتس لیست دیدار می‌کند، او همچنین در کلن به اجرای حلقه نیبلونگ، اپرای ریچارد واگنر می‌رود. فوره از نادر آهنگسازانی است که با وجود ستایش فراوان واگنر هرگز تحت تأثیر وی قرار نگرفت.

فوره در سال ۱۸۸۳ ازدواج می‌کند و صاحب دو فرزند می‌شود، در این سالها مهمترین منبع درآمد او درس دادن و نوازندگی ارگ است و از اثارش درآمد چندانی به دست نمی‌آورد و خودش بعد از چند اجرا آنها را از بین می‌برد. پس از یک دوره افسردگی در سال ۱۸۹۰ سفری به ونیز می‌کند و در آنجا زندگی لبخندی دوباره به او می‌زند و دست به خلق آثاری می‌زند.

فوره در سال ۱۸۹۶ به عنوان استاد آهنگسازی جانشین ژول ماسنه در هنرستان موسیقی (کنسرواتوار) پاریس می‌شود و شاگردانی چون ژرژ انسکو، موریس راول و نادیا بولانژه. را آموزش می‌دهد. وی در سال ۱۹۰۵ به مدیریت این مدرسه رسید. همچنین در بین سالهای ۱۹۰۳ تا ۱۹۲۱ در روزنامه فیگارو به نقدهای هنری می‌پرداخت. مسولیت کنسرواتوار و از دست دادن شنوایی موجب کاهش کار آهنگسازی او می‌شود و در سال ۱۹۲۰ در ۷۵ سالگی خود را از ریاست کنسرواتوار بازنشسته می‌کند و در همان سال به او نشان لژیون دونور اهدا می‌گردد.

## برخی از آثار
- پلئاس و ملیزاند
- پاوان برای ارکستر
- آثار آوازی: ملودی‌ها، رکویم، مس
- سونات برای ویلن
- سونات برای ویلن سل
- پنج نوازی برای پیانو و سازهای زهی
- سه نوازی برای پیانو، ویلن و ویلن سل
- آثاری برای پیانو